# Liste der Nummer-eins-Hits in Kanada (1998)
Diese Liste enthält alle Nummer-eins-Hits in Kanada im Jahr 1998. Es gab in diesem Jahr 18 Nummer-eins-Singles.
| Singles | Alben |
| --- | ----- |
| - Chumbawamba – Tubthumping - 2 Wochen (10. November 1997 – 11. Januar 1998) - Lisa Loeb – I Do - 1 Woche (12. Januar – 18. Januar) - Bryan Adams – Back to You - 1 Woche (19. Januar – 25. Januar) - Matchbox 20 – 3 A.M. - 2 Wochen (26. Januar – 8. Februar) - Bryan Adams – Back to You (Re-Release) - 2 Wochen (9. Februar – 22. Februar) - Savage Garden – Truly Madly Deeply - 2 Wochen (23. Februar – 1. März) - Céline Dion – My Heart Will Go On - 6 Wochen (2. März – 12. April) - Natalie Imbruglia – Torn - 9 Wochen (13. April – 14. Juni) - Fastball – The Way - 1 Woche (15. Juni – 21. Juni) - Natalie Imbruglia – Torn (Re-Release) - 3 Wochen (22. Juni – 12. Juli) - Goo Goo Dolls – Iris - 5 Wochen (13. Juli – 16. August) - Brandy & Monica – The Boy Is Mine - 1 Woche (17. August – 23. August) - Goo Goo Dolls – Iris (Re-Release) - 3 Wochen (24. August – 13. September) - Jennifer Paige – Crush - 5 Wochen (14. September – 18. Oktober) - Goo Goo Dolls – Slide - 2 Wochen (19. Oktober – 1. November) - Bryan Adams – On a Day Like Today - 2 Wochen (2. November – 8. November) - U2 – The Sweetest Thing - 2 Wochen (9. November – 29. November) - Alanis Morissette – Thank U - 6 Wochen (30. November 1998 – 10. Januar 1999) |       |